# فيليتسيا ماير
فيليتسيا ماير (بالإنجليزية: Felicia Meyer Marsh)‏ هي فنانة تشكيلية أمريكية، ولدت في 1912، وتوفيت في 1978.